# Vàlvula industrial
Una Vàlvula industrial és un tipus de vàlvula que com a element mecànic s'utilitza per a regular, permetre o impedir el pas d'un fluid a través d'una instal·lació industrial o màquina de qualsevol tipus.

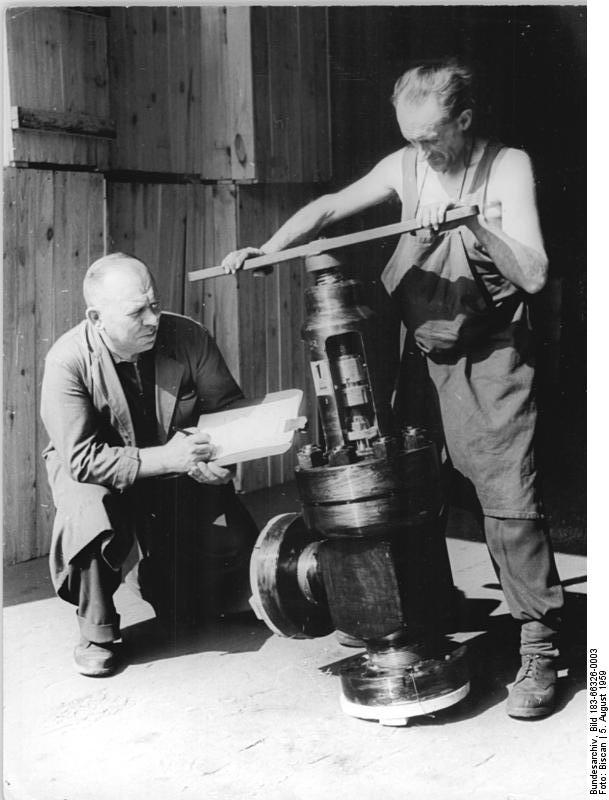
Vàlvula industrial

## Pressió nominal
Per estandarditzar les vàlvules s'estipula diferents pressions màximes a les que poden treballar. Es denomina amb la sigla PN-valor establert en bar - i, generalment, es pot llegir imprès en el cos de la vàlvula.

## Materials
Depenent del material utilitzat en el cos de la vàlvula, es classifiquen en: 
- Vàlvules d'acer al carboni
- Vàlvules d'acer inoxidable
- Vàlvules d'acer aliat

## Extrems
- Per a fixar amb brides
- Per a ser soldats
- Amb rosca
- Press-fitting (Polietilè)
- Easyquick (entroncament ràpid)
- EasyQuick Plus (entroncament ràpid desmuntable)

## Tipus de vàlvules

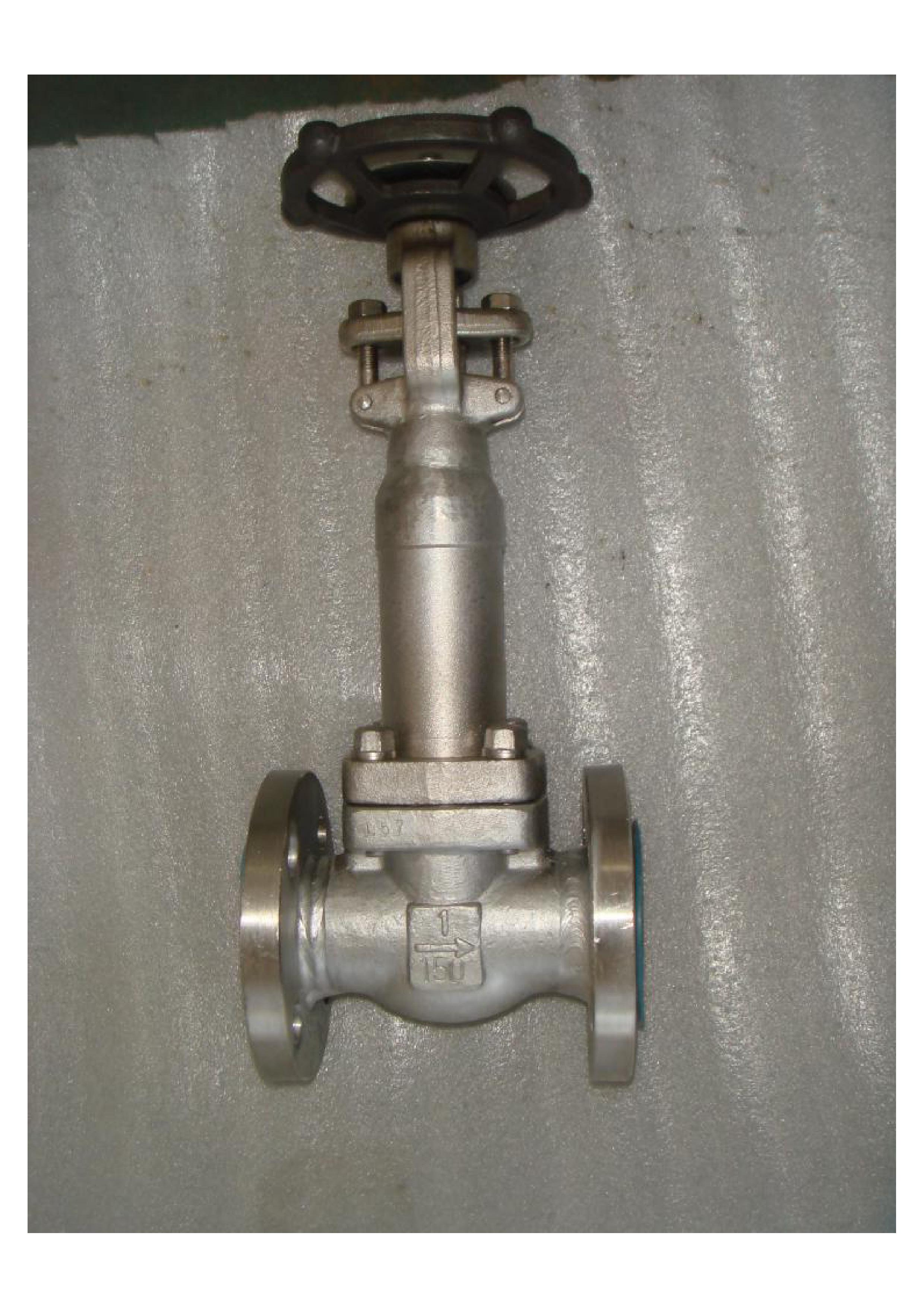
Vàlvula de globus.

Vàlvula de globus o de seientVàlvula que serveix per regular la quantitat de flux que passa per ella. L'element de tancament s'assenta sobre una secció circular. A mesura que l'element de tancament s'aproxima al seient, la secció de pas es redueix i, per tant, augmenta la pèrdua de càrrega disminuint el cabal hidràulic.
Vàlvula antirretornLa funció essencial d'una vàlvula de retenció és impedir el pas del fluid en una direcció determinada, i que no pugui retornar (retorn). Mentre el sentit del fluid és el correcte, la vàlvula de retenció es manté oberta, quan el fluid perd velocitat o pressió, la vàlvula de retenció tendeix a tancar-se, evitant així el retrocés del fluid. La diferència de pressions entre l'entrada i la sortida fa que la vàlvula estigui oberta o tancada. També s'anomena antiretorn. En tenim un exemple en els peduncles greixadors.
Vàlvula de comportaL'obertura i tancament es produeix mitjançant el moviment vertical d'una peça interior en forma de falca que encaixa dins el seu cos. Aquesta falca interior pot estar recoberta de goma o d'un metall especial, motiu pel qual l'estanqueïtat és molt bona.
Vàlvula de bolaL'obertura i tancament es produeix pel gir d'una esfera que té un forat transversal. En girar la maneta, també gira l'eix, el qual està acoblat a una esfera, unes juntes de PTFE (tefló) en garanteixen l'estanqueïtat.
Vàlvula de seguretat o d'alleujament de pressió

## Components d'una vàlvula

Diagrama d'una vàlvula de seient. L'accionament és la peça superior, en color violeta.

CosÉs la part a través de la qual transcorre el fluid.
ObturadorÉs l'element que fa que la secció de pas variï, regulant el cabal hidràulic i, per tant, la pèrdua de pressió.
AccionamentÉs la part de la vàlvula que fa de motor perquè l'obturador se situï en una posició concreta. Pot ser motoritzat, mecànic, pneumàtic, manual o electromagnètic.
TancamentUneix el cos amb l'accionament. Fa que la cavitat del cos i l'obturador (on hi ha fluid) sigui estanc i no s'escapi.
PlançóÉs l'eix que transmet la força de l'accionament a l'obturador perquè aquest últim es posicioni.